# Caminhos Longos
Caminhos Longos é um filme a preto e branco português do género drama, realizado e escrito por Eurico Ferreira e José Silveira Machado e protagonizado por Chung Ching, Wong Hou, Joaquim Camacho Rufino e Irene Matos. O filme foi rodado em Macau, quando ainda estava sob administração portuguesa.
Estreou no Cine-Teatro Vitória em Macau.

## Elenco
- Chung Ching como Teresa Vong
- Irene Matos como Helena Xavier
- Joaquim Rufino como padre Xavier
- José Pedro como Duarte Silva
- Lola Young como Dolly
- Wong Hou como Tan Meng
- Sargento Salgueiros como chefe do Estado-Maior
- Manuel Sapage como médico
- António Pedro como inspetor da Polícia Judiciária
- Irene Botelho